# Svetozar Borojević von Bojna
Svetozar Borojević von Bojna, né près de Hrvatska Kostajnica (Autriche-Hongrie) le 13 décembre 1856 et mort à Klagenfurt (Autriche) le 23 mai 1920, est un général austro-hongrois d'origine serbe de Croatie,,,,, devenu maréchal dans l'armée austro-hongroise pendant la Première Guerre mondiale.

## Biographie

### Première Guerre mondiale
Officier d'état-major, il coordonne au début les opérations de la bataille des Carpates (décembre 1914-mars 1915) visant à dégager la citadelle de Przemyśl assiégée par les Russes depuis la fin de l'automne 1914 : cette offensive, en dépit de succès initiaux, se révèle un échec, notamment en raison des conditions hivernales.
L'entrée en guerre de l'Italie pousse les responsables militaires de la double monarchie à lui confier une des trois armées dépêchée sur ce front. Sous l'autorité de l'archiduc Eugène, il participe à l'ensemble des opérations du front italien, et coordonne la préparation puis l'exécution de la bataille du Piave au mois de mai 1918. En dépit de succès initiaux, il doit à nouveau affronter des conditions climatiques défavorables et un front italien réorganisé en vue de son attaque, accentuant sa défaite.

### Un fidèle serviteur de la double monarchie
À l’automne 1918, lors de l’écroulement de l'Empire Habsbourgeois, il est sollicité par les représentants des Slaves du Sud pour assurer la protection du territoire de leur État éphémère contre les entreprises italiennes.
Dans la nuit du 10 au 11 novembre 1918, lors du dernier conseil des ministres de l’empire d'Autriche, il propose à Charles de réunir des troupes fidèles et de reprendre la capitale de l’empire d'Autriche pour rétablir l’autorité impériale, réduite à néant depuis le début du mois.

### Après guerre
Après l’effondrement et la désintégration de l’Autriche-Hongrie, Borojević prend la décision d’adopter la nationalité du royaume des Serbes, Croates et Slovènes nouvellement créé et il offre ses services à la chambre parlementaire du nouvel État : le Conseil national. Il est toutefois éconduit. À la suite de ce refus, Borojević décide finalement de demeurer en Carinthie, la province la plus méridionale de la nouvelle République d'Autriche allemande. Ses effets personnels, qui se trouvent alors en Slovénie, dans la province anciennement austro-hongroise de Carniole, sont confisqués.
Borojević ne comprend pas ce traitement hostile car, étant le seul Generalfeldmarschall autrichien issu des Slaves du Sud, il se pensait très utile au nouvel État, comme il l’écrit dans ses mémoires. Mais ce sont précisément ses états de service au bénéfice des Habsbourg ennemis des Slaves, qui jouent contre lui. Borojević meurt à l’hôpital à Klagenfurt, capitale de la Carinthie : son corps est transporté à Vienne où il est mis en terre au cimetière central (tombe no 62, à droite de l’église Saint-Charles-Borromée). L’inhumation est payée par l’empereur déchu Charles, vivant à cette époque en Suisse. L’ancien monarque ne peut assister à la cérémonie, en raison de la « Loi concernant l’expulsion et la confiscation des biens de la Maison de Habsbourg-Lorraine » votée le 3 avril 1919 qui lui interdit à perpétuité le retour en Autriche.

## Honneurs et distinctions
- Chevalier de 1re classe de l'Ordre de la Couronne de fer.